# Nicolas-Philibert Adelon
Nicolas-Philibert Adelon (20 août 1782, Dijon – 19 juillet 1862, Sceaux) est un médecin et physiologiste français.

## Biographie
Il a notamment participé à la rédaction de la Biographie universelle de François-Xavier Feller ainsi qu'à celle du Grand dictionnaire des sciences médicales et du Dictionnaire de Médecine, en 20 volumes, publié en 1821 en collaboration avec Pierre-Augustin Béclard et Laurent-Théodore Biett. Parmi ses œuvres notables on trouve la Physiologie de l'homme en 4 volumes, rédigée entre 1823 et 1824,.
En 1826, à la suite de la mort d'Antoine-Athanase Royer-Collard, il occupe la chaire de médecine légale à la faculté de médecine de Paris où il enseigne jusqu'en 1861, date à laquelle il prend sa retraite.
En 1829, il est nommé membre de l'Académie nationale de médecine, où il remplit les fonctions de secrétaire de la section de médecine, puis en 1831 celles de président. Il publie de nombreux articles et fonde avec d'autres les Annales d’hygiène publique et de médecine légale, auxquelles il apporte peu de travaux.

## Distinctions
- Chevalier de la Légion d'honneur (1829)

## Postérité
Il est inhumé au cimetière du Père-Lachaise (11e division),, avec Raphaël Bienvenu Sabatier, lui aussi professeur de médecine, chirurgien.